# Symbolanalytiker
En symbolanalytiker er en person, der kan analysere symboler (forstået som data, ord, lyde og billeder), ikke mindst indenfor informationsteknologi. Symbolanalytikere er typisk veluddannede og vellønnede. 
Det er en bred beskæftigelseskategori, som omfatter beskæftigede indenfor ledelse, PR, konsulentvirksomheder, design og kreative fag samt finansielle og juridiske tjenester.
Ordet er skabt af den amerikanske professor Robert Reich i 1991 og kendes på dansk siden 1993.

## The Work of Nations
Begrebet symbolanalytiker blev opfundet af professor Robert Reich i hans bog The Work of Nations fra 1991. Her taler Reich om tre brede jobfunktioner, som tilsammen dækkede det meste af det moderne arbejdsmarked: rutineopgaver i produktionen (routine production services), personlige tjenester (in-person services) og symbolanalytikere (symbolic-analytic services). Reich anslog, at i 1990 udgjorde den første gruppe ca. en fjerdedel af de beskæftigede i USA med en aftagende trend. Den anden gruppe udgjorde ca. 30 % med en stigende tendens, mens symbolanalytikerne ifølge Reich udgjorde 20 % - et tal, som var steget kraftigt siden 1950'erne, hvor det tilsvarende tal var 8 %, men ifølge Reich efterhånden med en kraftigt aftagende stigningstakt.
Reich vurderede dermed, at de tre grupper tilsammen udgjorde mere end tre fjerdedele af alle amerikanske job. Reichs kategorisering var baseret på hans vurdering af de forskellige gruppers placering i den globale konkurrence. Udenfor de tre kategorier var landmænd, minearbejdere og andre beskæftiget med resurseudvinding samt en række offentligt ansatte, f.eks. undervisere samt ansatte i regulerede brancher som forsyningsvirksomhed, der var beskyttet fra global konkurrence. 

### Reichs karakteristik af symbolanalytikerne
Reich opremsede talrige stillingskategorier blandt symbolanalytikerne, heriblandt videnskabsmænd, ingeniører, sagførere, konsulenter, arkitekter, journalister og skribenter af forskellig slags. Ifølge Reich løser, identificerer og formidler problemer ved at "manipulere symboler". Disse "manipulationer" foretages ved hjælp af analytiske redskaber som f.eks. matematiske algoritmer, juridiske argumenter, finansielle gimmicks, videnskabelige principper eller psykologisk indsigt i, hvordan man overbeviser eller underholder andre.

## Karakteristik
Symbolanalytikere indtager en stærk position i nutidens globaliserede service- og informationssamfund.